# DO YOU SUNDAY
DO YOU SUNDAY（ドゥ ユー サンデイ）は、ラジオ関西で2005年10月から2007年3月まで放送された音楽番組である。
放送時間は、日曜の11:00から12:55まで。後番組は「こんにちよ～!原田伸郎です」。

## 番組の歴史・概要
- 番組はパーソナリティの藤沢俊一郎が担当し、最新のヒット曲をカウントダウンしていく。
- 番組の前身は「DO YOU SATURDAY」。朝8:00～10:00まで放送されていた。2005年の大晦日は一日だけ、この「DO YOU SATURDAY」が復活した。

## 出演者
- 藤沢俊一郎